# Kenkō
Kenkō (兼好, 1283–1350) was een Japans auteur en boeddhistisch monnik. Naast gedichten schreef hij de Tsurezuregusa, een klassieker van de middeleeuwse Japanse literatuur over nietsdoen.

## Leven
Kenkō werd waarschijnlijk geboren in 1283. Hij was de zoon van een overheidsfunctionaris. Lang werd aangenomen dat zijn oorspronkelijke naam Urabe Kaneyoshi (卜 部 兼 好) was en dat hij later de achternaam Yoshida (吉田) droeg, maar uiteindelijk bleek deze informatie te berusten op vervalste documenten van de Yoshida Shinto-autoriteiten. Kenkō was aanvankelijk paleiswacht en trok zich op latere leeftijd terug uit het openbare leven om monnik en kluizenaar te worden. Hij behield echter banden met het hofleven, zoals blijkt uit zijn deelname aan poëziewedstrijden in 1335 in 1344. Hij beoefende ook de kalligrafie. 
In zijn beroemdste werk Tsurezuregusa behandelde Kenkō het thema "nietsdoen" aan de hand van herinneringen, filosofische overpeinzingen, anekdotes en natuurbeschouwingen. Hij toonde zich gevoelig voor cultuur en natuur en gehecht aan tradities en ceremonies. 

## Nederlandse vertaling
- De kunst van het nietsdoen, vert. Jos Vos, 2020

- Bibsys: 99035764
- Bibliothèque nationale de France: cb12064085v (data)
- Catàleg d'autoritats de noms i títols de Catalunya: 981058513496206706
- CiNii: DA00310314
- Gemeinsame Normdatei: 118944347
- International Standard Name Identifier: 0000 0000 8360 2779
- Library of Congress Control Number: n81039203
- Nationale Bibliotheek van Letland: 000239322
- Bibliotheek van het Japanse parlement: 00272639
- Nationale Bibliotheek van Tsjechië: kup20030000047680
- Nationale bibliotheek van Australië: 35787950
- Nationale Bibliotheek van Israël: 987007270266505171
- Nederlandse Thesaurus van Auteursnamen: 318679345
- Réseau des bibliothèques de Suisse occidentale: 02-A000097812
- Istituto Centrale per il Catalogo Unico: SBLV092079
- LIBRIS: 388273
- SNAC: w61p21qm
- Système universitaire de documentation: 028900847
- Trove: 1088139
- Virtual International Authority File: 294754312
- WorldCat: E39PBJp6bWDKkvTg48GQyM8V4q